# Heterogenella finitima
Heterogenella finitima är en tvåvingeart som beskrevs av Boris Mamaev 1998. Heterogenella finitima ingår i släktet Heterogenella och familjen gallmyggor. Arten är reproducerande i Sverige. Inga underarter finns listade i Catalogue of Life.